# کانال شتر گلو
کانال شتر گلو مربوط به دوره ساسانیان است و در شهرستان لامرد، بخش علامرودشت، روستای فخرابی واقع شده و این اثر در تاریخ ۱۰ دی ۱۳۸۱ با شمارهٔ ثبت ۶۷۹۶ به‌عنوان یکی از آثار ملی ایران به ثبت رسیده است.